# Cellulosilyticum lentocellum
Cellulosilyticum lentocellum es una bacteria grampositiva del género Cellulosilyticum. Fue descrita en el año 2010. Anteriormente conocida como Clostridium lentocellum. Su etimología hace referencia a fermentador lento de celulosa. Es grampositiva pero se tiñe gramnegativa por la delgada pared celular. Es anaerobia estricta, móvil y forma esporas terminales. Tiene un tamaño de 0,3-0,5 μm de ancho por 2,5-4,0 μm de largo. Forma colonias planas y transparentes. Temperatura de crecimiento de 15-46 °C, óptima de 40 °C. Se ha aislado del lodo de un río que recibe desechos de fábricas de papel (río Don, Aberdeenshire, Escocia). 